# ティボー・プライス
ティボール・プライス（Tibor Pleiß[plaɪs]、1989年11月2日 - ）は、ドイツのプロバスケットボール選手。ノルトライン＝ヴェストファーレン州ベルギッシュ・グラートバッハ出身。ポジションはセンター。218cm、122kg。日本語ではティボー・プレイス、ティボール・プライスなどの表記もある。

## 来歴

### ユーロリーグ

#### ユーロリーグ個人成績
| シーズン | チーム               | GP | GS | MPG  | FG%  | 3P%  | FT%  | RPG | APG | SPG | BPG | PPG  | PIR  |
| -------- | -------------------- | -- | -- | ---- | ---- | ---- | ---- | --- | --- | --- | --- | ---- | ---- |
| 2010–11  | ブローゼ・バスケッツ | 10 | 10 | 19.1 | .413 | .444 | .789 | 6.3 | .9  | .1  | 1.5 | 6.7  | 8.6  |
| 2011–12  | ブローズ・バスケッツ | 10 | 4  | 18.5 | .500 | .000 | .682 | 5.4 | .4  | .0  | .8  | 6.5  | 8.1  |
| 2012–13  | サスキ・バスコニア   | 25 | 4  | 14.2 | .607 | .333 | .846 | 3.9 | .2  | .2  | .6  | 5.0  | 6.1  |
| 2013–14  | Baskonia             | 24 | 21 | 21.0 | .557 | .333 | .863 | 5.4 | .5  | .5  | 1.0 | 12.0 | 13.7 |
| 2014–15  | バルセロナ           | 25 | 1  | 13.1 | .584 | .500 | .848 | 3.9 | .2  | .2  | .6  | 5.3  | 6.9  |
| Career   |                      | 94 | 40 | 16.7 | .548 | .400 | .827 | 4.7 | .4  | .2  | .8  | 7.2  | 8.7  |

### NBA(2015-2016)
2010年のNBAドラフトにエントリーし、ニュージャージー・ネッツに指名されアトランタ・ホークスに交渉権がトレードされた。ホークスは交渉権をオクラホマシティ・サンダーにトレードし、2015年2月に、更に3チーム間トレードでユタ・ジャズに移った。
2015年7月14日、ユタ・ジャズと複数年契約を結んだ。10月30日にフィラデルフィア・76ers戦でNBAデビューを果たした。11月30日、Dリーグのアイダホ・スタンペードにアサインされた。

### 再びヨーロッパへ(2017-)
2024年8月8日、LBAに所属するトラーパニ・シャークへの加入が発表された。